# Dynamine ines
Dynamine ines är en fjärilsart som beskrevs av Jean Baptiste Godart 1823. Dynamine ines ingår i släktet Dynamine och familjen praktfjärilar. Inga underarter finns listade i Catalogue of Life.